# Lista de prêmios e indicações recebidos por Fernanda Montenegro
A seguir, uma lista de prêmios e indicações recebidos por Fernanda Montenegro. Nascida no Brasil, em 1929, a atriz consolidou uma bem-sucedida carreira no cenário audiovisual brasileiro, o que lhe rendeu diversos prêmios e indicações em festivais nacionais e internacionais. Considerada uma das melhores atrizes, é frequentemente referenciada como a grande dama do cinema e da dramaturgia do Brasil.
Fernanda Montenegro foi a primeira latino-americana  indicada ao Oscar de Melhor Atriz, sendo nomeada por seu trabalho em Central do Brasil (1998). Além disso, foi a primeira brasileira a ganhar o Emmy Internacional na categoria de melhor atriz pela atuação em Doce de Mãe (2013).
Dentre os inúmeros prêmios nacionais e internacionais que recebeu em seus mais de setenta anos de carreira, em 1999, foi condecorada com a maior comenda civil do país, a Grã-Cruz da Ordem Nacional do Mérito, "pelo reconhecimento ao destacado trabalho nas artes cênicas brasileiras", entregue pelo então presidente Fernando Henrique Cardoso. Além de ter sido cinco vezes galardoada com o Prêmio Molière, ter recebido três vezes o Prêmio Governador do Estado de São Paulo, ganhou ainda o Urso de Prata no Festival de Berlim de 1998 pela interpretação de "Dora" no filme Central do Brasil de Walter Salles, o que valeu uma indicação ao Oscar de melhor atriz em 1999 e ao Globo de Ouro de melhor atriz em filme dramático. Recebeu também vários prêmios da crítica americana, no mesmo ano.

## Principais prêmios

### Oscar
| Ano  | Categoria    | Trabalho          | Resultado | Ref. |
| ---- | ------------ | ----------------- | --------- | ---- |
| 1999 | Melhor Atriz | Central do Brasil | Indicada  |      |

### Emmy Internacional
| Ano  | Categoria    | Trabalho    | Resultado | Ref.   |
| ---- | ------------ | ----------- | --------- | ------ |
| 2013 | Melhor Atriz | Doce de Mãe | Venceu    | [ 9 ]  |
| 2015 | Melhor Atriz | Doce de Mãe | Indicada  | [ 10 ] |

### Globo de Ouro
| Ano  | Categoria                       | Trabalho          | Resultado | Ref. |
| ---- | ------------------------------- | ----------------- | --------- | ---- |
| 1999 | Melhor Atriz em Filme Dramático | Central do Brasil | Indicada  |      |

### National Board of Review Award
| Ano  | Categoria    | Trabalho          | Resultado | Ref.   |
| ---- | ------------ | ----------------- | --------- | ------ |
| 1998 | Melhor Atriz | Central do Brasil | Venceu    | [ 11 ] |

### Festival de Berlim
| Ano  | Categoria    | Trabalho          | Resultado | Ref.   |
| ---- | ------------ | ----------------- | --------- | ------ |
| 1998 | Melhor Atriz | Central do Brasil | Venceu    | [ 12 ] |

### Grande Prêmio do Cinema Brasileiro
| Ano  | Categoria                | Trabalho            | Resultado | Ref. |
| ---- | ------------------------ | ------------------- | --------- | ---- |
| 2005 | Melhor Atriz             | O Outro Lado da Rua | Venceu    |      |
| 2005 | Melhor Atriz             | Casa de Areia       | Indicada  |      |
| 2013 | Melhor Atriz             | O Tempo e o Vento   | Indicada  |      |
| 2016 | Melhor Atriz             | Infância            | Indicada  |      |
| 2018 | Prêmio Especial do Júri  | Homenagem           | Venceu    |      |
| 2019 | Melhor Atriz Coadjuvante | O Beijo no Asfalto  | Indicada  |      |
| 2020 | Melhor Atriz Coadjuvante | A Vida Invisível    | Venceu    |      |

### Troféu APCA
| Ano  | Categoria                 | Trabalho             | Resultado | Ref.                 |
| ---- | ------------------------- | -------------------- | --------- | -------------------- |
| 1956 | Melhor Atriz em Teatro    | Nossa Vida com Papai | Venceu    |                      |
| 1958 | Melhor Atriz em Teatro    | Vestir os Nus        | Venceu    |                      |
| 1979 | Melhor Atriz em Televisão | Cara a Cara          | Venceu    | [ 13 ]               |
| 1981 | Melhor Atriz em Televisão | Brilhante            | Venceu    | [ 13 ] [ 14 ]        |
| 1983 | Melhor Atriz em Televisão | Guerra dos Sexos     | Venceu    | [ 13 ]               |
| 1998 | Melhor Atriz em Cinema    | Central do Brasil    | Venceu    |                      |
| 2005 | Melhor Atriz em Televisão | Belíssima            | Venceu    | [ 13 ] [ 14 ] [ 15 ] |

### Troféu Imprensa
| Ano  | Categoria    | Trabalho             | Resultado | Ref.   |
| ---- | ------------ | -------------------- | --------- | ------ |
| 1968 | Melhor Atriz | A Muralha            | Venceu    | [ 16 ] |
| 1970 | Melhor Atriz | Sangue do Meu Sangue | Indicada  | [ 17 ] |
| 1982 | Melhor Atriz | Brilhante            | Venceu    | [ 16 ] |
| 1983 | Melhor Atriz | Brilhante            | Indicada  | [ 17 ] |
| 1984 | Melhor Atriz | Guerra dos Sexos     | Venceu    | [ 16 ] |
| 1987 | Melhor Atriz | Cambalacho           | Venceu    | [ 16 ] |
| 1992 | Melhor Atriz | O Dono do Mundo      | Venceu    | [ 16 ] |
| 1994 | Melhor Atriz | Renascer             | Indicada  | [ 17 ] |
| 2007 | Melhor Atriz | Belíssima            | Indicada  | [ 14 ] |
| 2011 | Melhor Atriz | Passione             | Indicada  | [ 17 ] |

### Satellite Awards
| Ano  | Categoria                      | Trabalho          | Resultado | Ref.   |
| ---- | ------------------------------ | ----------------- | --------- | ------ |
| 1999 | Melhor Atriz em Filme de Drama | Central do Brasil | Indicada  | [ 17 ] |

## Outros prêmios

### Capricho Awards
| Ano  | Categoria                 | Trabalho         | Resultado | Ref.   |
| ---- | ------------------------- | ---------------- | --------- | ------ |
| 2001 | Melhor Atriz em Televisão | As Filhas da Mãe | Venceu    | [ 18 ] |

### Prêmio IstoÉ - Personalidade do Ano
| Ano  | Categoria            | Trabalho         | Resultado | Ref.   |
| ---- | -------------------- | ---------------- | --------- | ------ |
| 2001 | Artes Cênicas        | As Filhas da Mãe | Venceu    | [ 19 ] |
| 2010 | Personalidade do Ano | Passione         | Venceu    | [ 19 ] |

### Melhores do Ano
| Ano  | Categoria         | Trabalho                | Resultado | Ref.   |
| ---- | ----------------- | ----------------------- | --------- | ------ |
| 2006 | Melhor Atriz      | Belíssima               | Indicada  | [ 14 ] |
| 2013 | Troféu Mário Lago | Conjunto da Obra        | Honorário | [ 20 ] |
| 2018 | Personagem do Ano | O Outro Lado do Paraíso | Honorário | [ 21 ] |

### Prêmio Arte Qualidade Brasil
| Ano  | Categoria                 | Trabalho      | Resultado | Ref.   |
| ---- | ------------------------- | ------------- | --------- | ------ |
| 2005 | Melhor Atriz em Cinema    | Casa de Areia | Indicada  | [ 17 ] |
| 2006 | Melhor Atriz em Televisão | Belíssima     | Venceu    | [ 17 ] |
| 2010 | Melhor Atriz em Televisão | Passione      | Indicada  | [ 17 ] |

### Prêmio Austregésilo de Athayde
| Ano  | Categoria          | Trabalho  | Resultado | Ref.   |
| ---- | ------------------ | --------- | --------- | ------ |
| 2003 | Homenagem Especial | Ela mesma | Venceu    | [ 22 ] |

### Prêmio Contigo! de TV
| Ano  | Categoria                           | Trabalho            | Resultado | Ref.          |
| ---- | ----------------------------------- | ------------------- | --------- | ------------- |
| 2002 | Melhor Atriz de Novela              | As Filhas da Mãe    | Indicada  | [ 17 ]        |
| 2006 | Melhor Atriz de Novela              | Belíssima           | Venceu    | [ 14 ]        |
| 2006 | Melhor Atriz de Novela              | Hoje É Dia de Maria | Indicada  | [ 17 ]        |
| 2015 | Melhor Atriz de Série ou Minissérie | Doce de Mãe         | Venceu    | [ 23 ] [ 24 ] |
| 2020 | Melhor Atriz de Série ou Minissérie | Amor e Sorte        | Indicado  | [ 25 ]        |

### Prêmio Extra de Televisão
| Ano  | Categoria               | Trabalho  | Resultado | Ref.   |
| ---- | ----------------------- | --------- | --------- | ------ |
| 2014 | Prêmio Especial do Júri | Homenagem | Venceu    | [ 26 ] |

### Troféu Leão Lobo
| Ano  | Categoria    | Trabalho  | Resultado | Ref.   |
| ---- | ------------ | --------- | --------- | ------ |
| 2005 | Melhor Atriz | Belíssima | Venceu    | [ 27 ] |

### Troféu Roquette Pinto
| Ano  | Categoria    | Trabalho | Resultado | Ref.   |
| ---- | ------------ | -------- | --------- | ------ |
| 1967 | Melhor Atriz | Redenção | Venceu    | [ 28 ] |

### TV Press - Melhores do Ano
| Ano  | Categoria    | Trabalho  | Resultado | Ref.   |
| ---- | ------------ | --------- | --------- | ------ |
| 2005 | Melhor Atriz | Belíssima | Venceu    | [ 29 ] |

### AARP Movies for Grownups Awards
| Ano  | Categoria                | Trabalho                    | Resultado | Ref.   |
| ---- | ------------------------ | --------------------------- | --------- | ------ |
| 2008 | Melhor Atriz Coadjuvante | O Amor nos Tempos do Cólera | Indicada  | [ 30 ] |

### Brazil Online Film Award
| Ano  | Categoria                | Trabalho         | Resultado | Ref.   |
| ---- | ------------------------ | ---------------- | --------- | ------ |
| 2025 | Melhor Atriz Coadjuvante | Ainda Estou Aqui | 2.º Lugar | [ 31 ] |

### Brazilian Film Festival of Toronto
| Ano  | Categoria                              | Trabalho          | Resultado | Ref.   |
| ---- | -------------------------------------- | ----------------- | --------- | ------ |
| 2012 | Melhor Atriz em curta e média-metragem | A Dama do Estácio | Venceu    | [ 32 ] |

### Cine PE
| Ano  | Categoria                      | Trabalho            | Resultado | Ref.   |
| ---- | ------------------------------ | ------------------- | --------- | ------ |
| 2004 | Melhor Atriz em Longa-Metragem | O Outro Lado da Rua | Venceu    | [ 33 ] |

### Curta Canoa – Festival Latino Americano de Cinema
| Ano  | Categoria    | Trabalho          | Resultado | Ref.   |
| ---- | ------------ | ----------------- | --------- | ------ |
| 2013 | Melhor Atriz | A Dama do Estácio | Venceu    | [ 34 ] |

### FestCine São Gonçalo
| Ano  | Categoria    | Trabalho          | Resultado | Ref.   |
| ---- | ------------ | ----------------- | --------- | ------ |
| 2012 | Melhor Atriz | A Dama do Estácio | Venceu    | [ 35 ] |

### Festin Lisboa
| Ano  | Categoria    | Trabalho          | Resultado | Ref.   |
| ---- | ------------ | ----------------- | --------- | ------ |
| 2013 | Melhor Atriz | A Dama do Estácio | Venceu    | [ 36 ] |

### Festival Brasil de Cinema Internacional
| Ano  | Categoria    | Trabalho            | Resultado | Ref.   |
| ---- | ------------ | ------------------- | --------- | ------ |
| 2014 | Melhor Atriz | ´´A Dama do Estácio | Venceu    | [ 37 ] |

### Festival de Brasília
| Ano  | Categoria              | Trabalho   | Resultado | Ref. |
| ---- | ---------------------- | ---------- | --------- | ---- |
| 1965 | Melhor Atriz Principal | A Falecida | Venceu    |      |

### Festival de Cinema de Moscou
| Ano  | Categoria              | Trabalho   | Resultado | Ref. |
| ---- | ---------------------- | ---------- | --------- | ---- |
| 1970 | Melhor Atriz Principal | Em Família | Venceu    |      |

### Festival de Cinema de Teresópolis
| Ano  | Categoria                | Trabalho       | Resultado | Ref.   |
| ---- | ------------------------ | -------------- | --------- | ------ |
| 1971 | Melhor Atriz Coadjuvante | Minha Namorada | Venceu    | [ 38 ] |

### Festival de Cinema de Tribeca
| Ano  | Categoria    | Trabalho            | Resultado | Ref.   |
| ---- | ------------ | ------------------- | --------- | ------ |
| 2004 | Melhor Atriz | O Outro Lado da Rua | Venceu    | [ 39 ] |

### Festival de Cinema Itinerante da Língua Portuguesa
| Ano  | Categoria                              | Trabalho          | Resultado | Ref.   |
| ---- | -------------------------------------- | ----------------- | --------- | ------ |
| 2013 | Melhor Atriz em curta e média-metragem | A Dama do Estácio | Venceu    | [ 40 ] |

### Festival de Cinema de Guadalajara
| Ano  | Categoria                       | Trabalho      | Resultado | Ref.   |
| ---- | ------------------------------- | ------------- | --------- | ------ |
| 2005 | Melhor Atriz em Papel Principal | Casa de Areia | Venceu    | [ 41 ] |

### Festival de Gramado
| Ano  | Categoria               | Trabalho         | Resultado | Ref.   |
| ---- | ----------------------- | ---------------- | --------- | ------ |
| 2011 | Prêmio Oscarito         | Conjunto da Obra | Venceu    | [ 42 ] |
| 2014 | Prêmio Especial do Júri | Infância         | Venceu    | [ 43 ] |

### Festival de Havana
| Ano  | Categoria    | Trabalho          | Resultado | Ref. |
| ---- | ------------ | ----------------- | --------- | ---- |
| 1998 | Melhor Atriz | Central do Brasil | Venceu    |      |

### Festival do Rio
| Ano  | Categoria              | Trabalho   | Resultado | Ref. |
| ---- | ---------------------- | ---------- | --------- | ---- |
| 1964 | Melhor Atriz Principal | A Falecida | Venceu    |      |

### Festival SESC de Cinema
| Ano  | Categoria    | Trabalho          | Resultado | Ref. |
| ---- | ------------ | ----------------- | --------- | ---- |
| 1999 | Melhor Atriz | Central do Brasil | Venceu    |      |

### Ft. Lauderdale International Film Festival Award
| Ano  | Categoria    | Trabalho          | Resultado | Ref.   |
| ---- | ------------ | ----------------- | --------- | ------ |
| 1998 | Melhor Atriz | Central do Brasil | Venceu    | [ 44 ] |

### Los Angeles Film Critics Association Award
| Ano  | Categoria    | Trabalho          | Resultado | Ref.   |
| ---- | ------------ | ----------------- | --------- | ------ |
| 1998 | Melhor Atriz | Central do Brasil | Venceu    | [ 44 ] |

### National Society of Film Critics Awards
| Ano  | Categoria    | Trabalho          | Resultado         | Ref. |
| ---- | ------------ | ----------------- | ----------------- | ---- |
| 1998 | Melhor Atriz | Central do Brasil | Venceu (3º lugar) |      |

### New York Film Critics Circle Award
| Ano  | Categoria    | Trabalho          | Resultado         | Ref. |
| ---- | ------------ | ----------------- | ----------------- | ---- |
| 1998 | Melhor Atriz | Central do Brasil | Venceu (2º lugar) |      |

### Prêmio ACIE de Cinema
| Ano  | Categoria          | Trabalho            | Resultado | Ref. |
| ---- | ------------------ | ------------------- | --------- | ---- |
| 2004 | Melhor Atriz       | O Outro Lado da Rua | Venceu    |      |
| 2013 | Homenagem especial | Conjunto da Obra    | Venceu    |      |

### Prêmio Air France
| Ano  | Categoria    | Trabalho                | Resultado | Ref. |
| ---- | ------------ | ----------------------- | --------- | ---- |
| 1980 | Melhor Atriz | Eles Não Usam Black-tie | Venceu    |      |

### Prêmio CinEuphoria
| Ano  | Categoria                              | Trabalho          | Resultado | Ref. |
| ---- | -------------------------------------- | ----------------- | --------- | ---- |
| 2014 | Melhor Atriz em curta e média-metragem | A Dama do Estácio | Venceu    |      |

### Prêmio Contigo! de Cinema Nacional
| Ano  | Categoria          | Trabalho           | Resultado | Ref.   |
| ---- | ------------------ | ------------------ | --------- | ------ |
| 2006 | Melhor Atriz       | Casa de Areia      | Indicada  | [ 45 ] |
| 2009 | Prêmio My Favorite | Homenagem especial | Venceu    | [ 46 ] |

### Prêmio Exclamação
| Ano  | Categoria                | Trabalho         | Resultado | Ref.   |
| ---- | ------------------------ | ---------------- | --------- | ------ |
| 2025 | Melhor Atriz Coadjuvante | Ainda Estou Aqui | Venceu    | [ 47 ] |

### Prêmio Guarani de Cinema Brasileiro
| Ano  | Categoria                | Trabalho            | Resultado | Ref.          |  |
| ---- | ------------------------ | ------------------- | --------- | ------------- |  |
| 1999 | Melhor Atriz             | Central do Brasil   | Venceu    | [ 48 ]        |  |
| 2000 | Melhor Atriz             | Traição             | Venceu    | [ 49 ]        |  |
| 2005 | Melhor Atriz Coadjuvante | Redentor            | Indicada  | [ 50 ]        |  |
| 2005 | Melhor Atriz             | O Outro Lado da Rua | Indicada  | [ 50 ]        |  |
| 2006 | Melhor Atriz             | Casa de Areia       | Indicada  | [ 51 ]        |  |
| 2014 | Melhor Atriz Coadjuvante | O Tempo e o Vento   | Indicada  | [ 52 ]        |  |
| 2019 | Melhor Atriz Coadjuvante | O Beijo No Asfalto  | Indicada  | [ 53 ]        |  |
| 2020 | Melhor Atriz Coadjuvante | A Vida Invisível    | Venceu    | [ 54 ]        |  |
| 2022 | Melhor Atriz Coadjuvante | Piedade             | Indicada  | [ 55 ] [ 56 ] |  |

### Prêmio Fiesp/Sesi de Cinema
| Ano  | Categoria                | Trabalho    | Resultado | Ref.   |
| ---- | ------------------------ | ----------- | --------- | ------ |
| 2015 | Melhor Atriz Coadjuvante | ´´Boa Sorte | Venceu    | [ 57 ] |

### Prêmio Governador do Estado
| Ano  | Categoria              | Trabalho   | Resultado | Ref. |
| ---- | ---------------------- | ---------- | --------- | ---- |
| 1965 | Melhor Atriz em Cinema | A Falecida | Venceu    |      |

### Prêmio Saci
| Ano  | Categoria              | Trabalho   | Resultado | Ref.   |
| ---- | ---------------------- | ---------- | --------- | ------ |
| 1966 | Melhor Atriz de Cinema | A Falecida | Venceu    | [ 58 ] |

### Prêmio Internacional de Taormina
| Ano  | Categoria              | Trabalho | Resultado | Ref. |
| ---- | ---------------------- | -------- | --------- | ---- |
| 1978 | Melhor Atriz em Cinema | Tudo Bem | Venceu    |      |

### Prêmio Molière
| Ano  | Categoria              | Trabalho | Resultado | Ref. |
| ---- | ---------------------- | -------- | --------- | ---- |
| 1978 | Melhor Atriz em Cinema | Tudo Bem | Venceu    |      |

### Prémio Online Film & Television Association
| Ano  | Categoria             | Trabalho          | Resultado | Ref.   |
| ---- | --------------------- | ----------------- | --------- | ------ |
| 1998 | Melhor Atriz          | Central do Brasil | Indicada  | [ 59 ] |
| 1998 | Melhor Atriz de Drama | Central do Brasil | Indicada  | [ 59 ] |

### Prêmio 100%Vídeo
| Ano  | Categoria    | Trabalho | Resultado | Ref.   |  |
| ---- | ------------ | -------- | --------- | ------ |  |
| 2006 | Melhor Atriz | Olga     | Venceu    | [ 60 ] |  |

### San Sebastián International Film Festival
| Ano  | Categoria    | Trabalho            | Resultado | Ref.   |
| ---- | ------------ | ------------------- | --------- | ------ |
| 2004 | Melhor Atriz | O Outro Lado da Rua | Venceu    | [ 17 ] |

### Prêmio iBest
| Ano  | Premiação    | Categoria                                  | Resultado | Ref.   |
| ---- | ------------ | ------------------------------------------ | --------- | ------ |
| 2024 | Prêmio iBest | Protagonista Influenciador (Júri Popular)  | Venceu    | [ 61 ] |
| 2024 | Prêmio iBest | Protagonista Influenciador (Júri Academia) | Venceu    | [ 61 ] |

## Prêmios no Teatro

### Mérito Cultural da PUCRS
| Ano  | Categoria      | Trabalho           | Resultado | Ref.   |
| ---- | -------------- | ------------------ | --------- | ------ |
| 2018 | Troféu Aplauso | Homenagem especial | Venceu    | [ 62 ] |

### Golfinho de Ouro
| Ano  | Categoria               | Trabalho                   | Resultado | Ref. |
| ---- | ----------------------- | -------------------------- | --------- | ---- |
| 1970 | Personalidade do teatro | Conjunto da Obra no Teatro | Venceu    |      |

### Prêmio ABCT
| Ano  | Categoria    | Trabalho   | Resultado | Ref. |
| ---- | ------------ | ---------- | --------- | ---- |
| 1963 | Melhor Atriz | Mary, Mary | Venceu    |      |

### Prêmio Cenym de Teatro
| Ano  | Categoria               | Trabalho     | Resultado | Ref.   |
| ---- | ----------------------- | ------------ | --------- | ------ |
| 2013 | Viver Sem Tempos Mortos | Melhor Atriz | Indicada  | [ 63 ] |

### Prêmio Contigo! de Teatro
| Ano  | Categoria    | Trabalho                | Resultado | Ref. |
| ---- | ------------ | ----------------------- | --------- | ---- |
| 2009 | Melhor Atriz | Viver Sem Tempos Mortos | Venceu    |      |

### Prêmio Cesgranrio de Teatro
| Ano  | Categoria       | Trabalho  | Resultado | Ref.   |
| ---- | --------------- | --------- | --------- | ------ |
| 2019 | Prêmio Especial | Homenagem | Venceu    | [ 64 ] |

### Prêmio Faz Diferença
| Ano  | Categoria           | Trabalho                | Resultado | Ref.   |
| ---- | ------------------- | ----------------------- | --------- | ------ |
| 2010 | Caderno Teatro      | Viver Sem Tempos Mortos | Venceu    | [ 65 ] |
| 2018 | Personalide de 2018 | —                       | Venceu    | [ 65 ] |

### Prêmio Governador do Estado
| Ano  | Categoria                   | Trabalho                            | Resultado | Ref.   |
| ---- | --------------------------- | ----------------------------------- | --------- | ------ |
| 1958 | Melhor Atriz em Teatro - SP | Vestir os Nus                       | Venceu    |        |
| 1974 | Melhor Atriz em Teatro - SP | Mirandolina                         | Venceu    |        |
| 1976 | Melhor Atriz em Teatro - SP | Seria Cômico ... Se Não Fosse Sério | Venceu    | [ 66 ] |

### Prêmio Molière
| Ano  | Categoria                          | Trabalho                              | Resultado | Ref.   |
| ---- | ---------------------------------- | ------------------------------------- | --------- | ------ |
| 1967 | Melhor Atriz em Papel Protagonista | A Mulher de Todos Nós                 | Venceu    | [ 67 ] |
| 1967 | Melhor Atriz em Papel Protagonista | O Homem do Princípio ao Fim           | Venceu    |        |
| 1976 | Melhor Atriz em Papel Protagonista | A Mais Sólida Mansão                  | Venceu    |        |
| 1982 | Melhor Atriz em Papel Protagonista | As Lágrimas Amargas de Petra Von Kant | Venceu    |        |
| 1987 | Melhor Atriz em Papel Protagonista | Dona Doida, Um Interlúdio             | Venceu    |        |

### Prêmio Padre Ventura do Círculo Independente de Críticos de Arte
| Ano  | Categoria    | Trabalho   | Resultado | Ref. |
| ---- | ------------ | ---------- | --------- | ---- |
| 1959 | Melhor Atriz | O Mambembe | Venceu    |      |

### Prêmio Quem de Teatro
| Ano  | Categoria               | Trabalho     | Resultado | Ref.   |
| ---- | ----------------------- | ------------ | --------- | ------ |
| 2009 | Viver Sem Tempos Mortos | Melhor Atriz | Venceu    | [ 68 ] |

### Prêmio Saci
| Ano  | Categoria                      | Trabalho    | Resultado | Ref. |
| ---- | ------------------------------ | ----------- | --------- | ---- |
| 1955 | Melhor Atriz em Peça de Teatro | A Moratória | Venceu    |      |

### Prêmio Shell
| Ano  | Categoria          | Trabalho                | Resultado | Ref.   |
| ---- | ------------------ | ----------------------- | --------- | ------ |
| 2010 | Melhor Atriz       | Viver Sem Tempos Mortos | Venceu    |        |
| 2016 | Homenagem especial | Carreira                | Venceu    | [ 69 ] |

### Troféu Mambembe
| Ano  | Categoria                          | Trabalho                              | Resultado | Ref. |
| ---- | ---------------------------------- | ------------------------------------- | --------- | ---- |
| 1982 | Melhor Atriz em Papel Protagonista | As Lágrimas Amargas de Petra Von Kant | Venceu    |      |

### Troféu Nelson Rodrigues
| Ano  | Categoria            | Trabalho           | Resultado | Ref.   |
| ---- | -------------------- | ------------------ | --------- | ------ |
| 2016 | Referência no Teatro | Homenagem especial | Venceu    | [ 70 ] |

## Comendas e Honras
| Ano  | Premiação |
| ---- | --- |
| 1971 | Comenda da Ordem do Cruzeiro do Sul, outorgada pelo governo Brasileiro, pelos serviços prestados à cultura do país. |
| 1983 | Chevalier des Arts et des Lettres (França).                                                                         |
| 1984 | Grande Medalha da Inconfidência (Governo Tancredo Neves).                                                           |
| 1985 | Comendador da Ordem de Rio Branco - Grau de Cavaleiro.                                                              |
| 1985 | Medalha Maria Quitéria - Salvador.                                                                                  |
| 1987 | Ordem do Mérito - Grau de Oficial - Portugal.                                                                       |
| 1992 | Medalha de Mérito Cultural - Portugal.                                                                              |
| 1993 | Ordem do Mérito da Bahia no grau Comendador - Salvador.                                                             |
| 1999 | Grã-Cruz da Ordem Nacional do Mérito.                                                                               |
| 1999 | Doutora Honoris Causa pela Universidade Federal do Estado do Rio de Janeiro.                                        |
| 2004 | Ordem do Infante D. Henrique - Grau de Grã-Cruz - Portugal.                                                         |
| 2018 | Municipal da Ordem da Luz dos Pinhais de Curitiba                                                                   |